# Pike County, Missouri
Pike County är ett administrativt område i delstaten Missouri, USA. År 2010 hade countyt 18 516 invånare. Den administrativa huvudorten (county seat) är Bowling Green. 

## Geografi
Enligt United States Census Bureau så har countyt en total area på 1 774 km². 1 743 km² av den arean är land och 31 km² är vatten.    

### Angränsande countyn
- Ralls County - nordväst
- Pike County, Illinois - nordost
- Calhoun County, Illinois - öst
- Lincoln County - söder
- Montgomery County - sydväst
- Audrain County - väst